# Supermarine Spitfire: Typer med Griffon motor
Rolls-Royce Griffon motoren var designet som svar på Royal Navys specifikationer for en motor der kunne levere en god ydelse i lav flyvehøjde. Arbejdet med at tilpasse Spitfires flystel til at tage den store motor var påbegyndt så langt tilbage som oktober 1939; Joseph Smith følte at "The good big 'un will eventually beat the good little 'un." ("Til slut vil den store go'e slå den lille go'e") og Ernest Hives fra Rolls-Royce mente at Griffon would be "en anden energikilde for Spitfire". Den første Spitfire med Griffon motor fløj den 27. november 1941.
Selvom de Griffon-motoriserede Spitfires aldrig blev produceret i de samme store styktal som typerne med Merlin-motorer var de en vigtig gren af Spitfire-familien, og i de senere varianter holdt de Spitfire på forkanten af udviklingen af jagere med stempelmotorer. Denne artikel beskriver de Griffon-motoriserede Spitfire-varianter.

## Vingetyper
Majoriteten af Spitfires fra Mk.VIII benyttede vinger af C, D og E typerne.

Medmindre andet er anført benyttede alle Griffon-motoriserede Spitfire varianter de forstærkede Dunlop AH10019 "fire-eger" hovedhjul i understellet. Med den stigende brug af landingsbaner med hård overflade (asfalt, beton) i efterkrigstiden blev mange Spitfires fremstillet med, eller efterudrustet med, større hovedhjul af "tre-eger" typen. Disse blev benyttet sammen med modificerede understelben som havde mindre "toe-in" på akslerne for at reducere dækslitagen.

### Type C
Type C var også kendt som "universalvingen", og var standard på langt de fleste Spitfires bygget fra midten af 1942. Designet af vingen var blevet ændret så den kunne produceres hurtigere, med mindre arbejdskraft, og i stand til at bære forskellige bevæbninger: A-typens, B-typens, eller fire 20 mm Hispano maskinkanoner.
Understellets ophæng var blevet omdesignet og dørene til understellet blevet buet i tværsnit, hvilket lod stelbenene sidde lavere i hjulbrøndene. Dette eliminerede 'vablerne' på oversiden af vingen over hjulbrøndene og omdrejningspunkterne for benene. Understelbenene var blevet forstærket og vippet ca. 5 cm (2 inches) fremad. Dette gjorde flyet mere stabilt på jorden, og reducerede chancen for at flyet kunne tippe over på næsen. Under produktionen af Mk.VIII og Mk.IX blev der introduceret et nyt understelben der havde et eksternt v-formet "sakse-link" på forsiden af benet; dette førte også til små ændringer i faconen af hjulbrønden og afdækningerne.
Adskillige versioner af Spitfire, heriblandt Mk.XIV og Mk.XVIII, havde en ekstra 59 l (13 gallon) integreret brændstoftank i vingens forkant mellem vingeroden og det inderste kanonkammer.
Hispano Mk II maskinkanonerne var bæltefødet fra kassemagasiner der kunne holde 120 skud pr. kanon (Chattellerault systemet). Kappen over Hispanoernes løb var kortere, og der var som regel en kort gummiprop der dækkede de yderste kanonporte. De nye døre til våbenkamrene på oversiden af vingen havde dråbeformede 'vabler' til at dække over kanonernes fødemekanisme, og undersiden af vingerne havde ikke længere ventilationsåbninger foran våbenkamrene til opvarmningsluften. Den første serie Spitfire Mk.IX havde beholdt dørene til våbenkamrene som de blev benyttet på Spitfire Mk.Vc; disse havde store udbulninger for at gå fri af kanonernes fødemotorer. Alle senere Spitfires havde mindre og mere strømlinede 'vabler'. For at give plads til kanonernes bæltefødesystem blev de inderste kamre til maskingeværerne flyttet ud til mellem ribbe 13 og 14. Eftersom Spitfire ikke længere blev benyttet som natjager, blev de optrækkelige landingslys udeladt.

### Type D
Disse vinge var fremstillet til fotorekognoscerings Spitfires, heriblandt P.R. Mk.XIX; der var ingen bevæbning og den "D"-formede forkant af vingen, foran hovedbjælken, blev ombygget til integrerede brændstoftanke, hver med plads til 300 l (66 gal). For at undgå at ekspansion af brændstoffet i varmt vejr skulle skade vingen var der monteret overtryksventiler, med små eksterne afgangsrør, tæt ved vingetipperne.

### Type E
Strukturelt identisk med C-vingen. Åbningerne i forkanten til maskingeværernes mundinger blev elimineret; selv om våbenkamrene til maskingeværerne var bevaret, manglede åbningerne i dørene til tomme patronhylstre og andre småting. Denne nye vinge tillod en bevæbning med fire kanoner, og de inderste våbenkamre kunne alternativt bære et tungt maskingevær. Der var derfor to mulige våbenbestykninger:
- enten 2 stk. 12,7x99 (.50 cal) Browning M2 maskingeværer med 250 skud pr. gevær i de inderste kamre og 2 stk. 20 mm Hispano Mk II kanoner med 120 skud pr. kanon i de yderste kamre
- eller 4 stk. 20 mm Hispano kanoner med 120 skud pr. kanon.

20 mm Hispano kanonerne blev flyttet udad, og det meget effektive Browning .50 cal M2/AN tunge maskingevær blev monteret i de inderste våbenkamre. 7,7 mm maskingeværerne blev fuldstændig elimineret. Den første forsøgsinstallation (modifikation 1029) blev monteret i BS118, en Mk.XI, i november 1943. Denne bestykning (2 kanoner + 2 tunge maskingeværer) blev senere standard for alle Spitfire Mk.XIV som var tilknyttet 2 TAF som jagere. Denne forbedrede bevæbning viste sig at være mere effektiv, både til luftkamp og til jordmålsbeskydning.
Mk.XII fløj operationelt med de ovale vingetipper erstattet med kortere og flade afdækninger ("klippede" vinger); den ettrins kompressor som blev benyttet i Griffon II eller IV som blev benyttet i Mk.XII betød at flyet var tilpasset rollen som lavtgående jager men L.F. prefikset, der blev benyttet i tilsvarende Merlin-Spitfires, blev aldrig tildelt typen. Startende først i 1945 fik de fleste Spitfire Mk.XIV også klippede vinger, hovedsageligt for at forhindre at vingens forhudning begyndte at 'rynke' under belastning; disse fly fik heller ikke L.F. prefikset.

### Omdesignet sen vinge
Efterhånden som Spitfire fik flere hestekræfter og blev i stand til at flyve med større hastighed, blev risikoen for reversering af balancerorene større. Supermarine designteamet påbegyndte et omdesign af vingerne for at imødegå dette problem. Den oprindelige vinge havde en teoretisk reverserings hastighed på 930 km/t (580 mph), hvilket var noget lavere end på en del samtidige jagere. Den nye vinge på Spitfire F. Mk.21 og dens efterfølgere var designet til at afhjælpe problemet; vingens stivhed var forøget med 47 procent, og et nyt design af krængeroret der benyttede pianohængsler og gearede trimflapper betød at reverserings hastigheden blev forøget til 1.328 km/t (825 mph). Denne vinge kom først i tjeneste på Spitfire Mk.XXI. Standard bevæbningen var på dette tidspunkt blevet til fire 20mm Hispano II, eller fire af den kortere og lettere Hispano V kanon, hver med 150 skud.

## Varianter

### Mark numre, typenumre
Mark numrene indikerede ikke nødvendigvis en kronologisk rækkefølge; for eksempel var Mk.IX en nødløsning der blev sat i produktion før Mk.VII og Mk.VIII. Derudover blev nogle Spitfires af et 'mark' eller en variant ombygget til en anden; adskillige af de første Mk.Vb blev konverteret fra Mk.Ib; og de første Mk.IX var oprindeligt Mk.Vc.
Indtil slutningen af 1942 benyttede RAF altid romertal til mark-numre. 1943–48 var en overgangsperiode, under hvilken nye fly der gik i tjeneste fik arabertal som 'mark' numre, mens ældre fly beholdt deres romertal. Fra 1948 og fremover blev der udelukkende anvendt arabertal. Disse artikler fastholder disse principper og benytter romertal for Mk.I-XX og arabertal for Mk.21–24. Typenumre (f.eks. Type 361) er de designnumre der blev allokeret og benyttet på tegnebrættet ved Supermarine.

### Mk.IV / XX (type 337)
Den 4. december 1939 fremlagde Supermarine-designpersonalet et papir, der fremmede ideen om at konvertere Spitfire til at bruge Rolls-Royce Griffon-motoren. Der blev forudset en tophastighed på 681 km/t (423 mph) i 5.640 m (18.500 ft) flyvehøjde. Men konstante problemer med udviklingen af Griffon betød at ønsket om at bygge en Spitfire med denne motor først gik i opfyldelse i 1942, med de vellykkede flyvetests af Mk.IV.
Motoren i Mk.IV, Griffon IIB, havde en et-trins kompressor og en ydelse på 1.293 kW (1.735 hk). Det var nødvendigt at indbygge stærkere longerons i flystellet for at håndtere vægten af en Griffon, og den skulle også have en større radiator og oliekøler, selv om flyet bibeholdt et-trins Merlin-flyenes asymmetriske køler-layout under vingerne. Den nye motor havde et lavere center for trækkraften end Merlin, og var derfor monteret så den sigtede i en linje på 2 grader nedad. Det lavere trækcenter og den forøgede størrelse af Griffon betød at motorafskærmningen fuldstændig ændrede facon, med prominente udbulinger over motorens topstykker og en tredje dråbeformet udbulning der skulle skaffe plads til magnetoen, og en dybere kurve ned til propelspinneren, der var meget længere end i de foregående typer. Undersiden af motorafdækningen mistede sit 'duebryst' og fik en fladere kurve op til spinneren. Der blev benytte en firebladet Rotol propel med en diameter på 3,1 m (10 ft 5 in). Bortset fra disse forskelle lignede flystellet i Mk.IV særdeles meget flystellet i den Merlin-bestykkede Mk.III. En af egenskaberne ved Griffon som overraskede mange af piloterne var at propellen roterede i den modsatte retning af Merlin; dvs. set fra pilotens perspektiv ville det øverste propelblad dreje mod venstre i stedet for til højre. Dette betød at den kraftige slipstrøm ville dreje Spitfire mod højre på jorden, så der skulle kompenseres til venstre med side- og balanceror under takeoff.
Mark IV DP845 fløj første gang den 27. november 1941. Den havde en C-vinge med fuld spændvidde, den lille hale og et optrækkeligt halehjul, og havde også eksterne hængsler under vingerne der antydede at det var meningen at installere luftbremser. Disse blev hurtigt fjernet, og i stedet for blev der monteret en model af en seks-kanoners bevæbning, tre i hver vinge. Flyet blev snart omdøbt til Mk.XX, for at undgå forveksling med en omdøbt P.R. type, og blev så omdøbt igen til Mk.XII.
Jeffrey Quill, Supermarines ledende testpilot, var den første der fløj Mk.IV/Mk.XII prototypen DP845,
 ... der var noget mindre frihøjde over jorden, hvilket medførte en lille reduktion af propellens diameter; der var mange flere kræfter til rådighed ved take-off; og motorens omdrejningstal var lavere end i en Merlin. Alle disse faktorer betød at gashåndtaget skulle håndteres med megen omtanke ved start, men når flyet først var i luften gav det en fornemmelse af stor kraft; det virkede som en luftbåren ækvivalent af en meget kraftig sportsvogn, og var rigtigt sjovt at flyve. Trimændringerne ved forskellige motorindstillinger viste sig tydeligere, både i længde- og flyveretningen, og flyet havde en tendens til at skride ud under skarpe manøvrer og i simulerede dog-fights. Jeg indså med det samme at vi ville blive nødt til at korrigere flyets retningskarakteristik, og sandsynligvis også længdestabiliteten, hvilket med tiden lykkedes for os. DP485 gennemgik rigtigt mange faser af udviklingen, og både jeg og andre fløj meget i den; den blev et af vores favouritfly.

 — Quill

### Mk.XII (type 366)
- Wikimedia Commons har flere filer relateret til Supermarine Spitfire: Typer med Griffon motor

Mk.XII var den første Spitfire med Griffon-motor der trådte i tjeneste. De første af 100 fly fra Supermarines samlebånd begyndte at vise sig i oktober 1942; der blev i alt udrustet to RAF eskadriller med Mk.XII. Flyene var ombygninger af Mk.Vc og Mk.VIII flystel: de tidligt producerede fly havde faste halehjul, Dunlop AH2061 "fem-egers" hovedhjul og små balanceflader i højderoret. De havde en enkelt 385 l (85 gal) brændstoftank, hvilket gav en kort rækkevidde på kun lidt over 610 km (380 mi) på internt brændstof. Alle fik de større, spidse sideror. De sidste ca. 45 Mk.XII var ombyggede Mk.VIII med to brændstoftanke i vingerne, hver på 63 l (14 gal), og havde de større balanceflader på højderoret, optrækkeligt halehjul og understelben med sakseled, buede afdækninger af hjulbrønden og de stærkere Dunlop AH10019 hjul med fire eger. Hjulene fik undertiden en skiveformet afdækning. En nyere model IFF blev monteret hvilket erstattede trådantennerne, der gik fra fra tipperne af haleplanet til skroget, med en stavantenne under styrbords vinge. Endnu en vigtig detalje ved Griffon Spitfires var at alle nitter var undersænket, så de lå glat med overfladen ("Flush riveting"). Dette gav mindre luftmodstand, og blev efterhånden indført på alle Spitfires.
Den et-trins Griffon motor (II eller IV) gav flyet absolut fremragende egenskaber i lav til mellemstor flyvehøjde, men Mk.XII tabte ydelse i større højde: på grund af dette fik alle de producerede fly "klippede" vinger. I sammenlignende tests med en Mk.IX var den 23 km/t (14 mph) hurtigere ved havets overflade, men over 6.100 m (20.000 ft) var den blevet langsommere. Flyet blev anset for bedre at håndtere end de tidligere Spitfire marks, og takket være de klippede vinger og den medfølgende større respons fra krængerorene havde flyet en fremragende manøvreevne.
I lav højde var det et af verdens hurtigste fly; i en hastighedstest, holdt i Farnborough i juli 1942, overhalede Mk.XII DP485 ført af Jeffrey Quill en Hawker Typhoon og en Focke-Wulf Fw 190 der var taget som krigsbytte, til stor overraskelse for de tilstedeværende dignitarer.
 Set i bakspejlet blev den generelle plan tydelig. Spitfiren skulle være en slags reference – en 'gennemsnitlig nutidig jager' – og dens opgave ville være at komme sidst, den spændende del af testen ville være hvor meget den ville blive slået af Fw 190 og Typhoon, og hvilken af disse to stjerner der så ville slå den anden, og hvor meget. På asfalten ved Worthy Down stod den uskyldigt udseende men særdeles potente DP485 ...
Alt gik i overensstemmelse med planen indtil vi var halvvejs mellem Odiham og Farnborough for fuld gas. Jeg begyndte at overhale Fw 190 og Typhoon'en. Pludseligt så jeg gnister og sort røg fra Fw 190'erens udstødning ... Jeg røg forbi ham, og så ham aldrig igen. Jeg lagde også Typhoonen bag mig med lethed, og slutrækkefølgen blev, først Spitfire, Typhoon som numme to, og Fw 190 på tredjepladsen. Dette var det stik modsatte resultat af det forventede, eller måske det ønskede. Det gav dem i sandhed en havkat i hyttefadet - og mellem VIPerne.

Piloterne fandt det dog vanskeligt at udnytte flyets fordele i kamp, eftersom de tyske piloter viste stor modvilje mod at blive involveret i dogfights med en hvilken som helst type Spitfire i højder under 6.100 m (20.000 ft). Når det lykkedes for Mk.XII at engagere en fjende i luftkamp var det en formidabel jager, og adskillige Fw 190 og Bf 109-Gs faldt som ofre for den.
Mk.XIIs store hastighed i lave flyvehøjder blev nyttig igen nær slutningen af dens fronttjeneste i sommeren 1944, hvor den nedskød et respektabelt antal V1-missiler; i alt blev typen tilkendt 82½ V-1 nedskydninger.
Mk.XII udtrådte af tjeneste i september 1944.

### Mk.XIV (type 379)
- Wikimedia Commons har flere filer relateret til Supermarine Spitfire: Typer med Griffon motor

De første Spitfires med Griffon motor led under dårlig ydelse i stor højde, eftersom den kun havde en enkelttrins kompressor. I 1943 fik ingeniørerne ved Rolls-Royce udviklet en ny version af Griffon, 61-serien, med en to-trins kompressor. Til slut var det dog en let modificeret motor, 65-serien, som blev benyttet i Mk.XIV. Det resulterende fly havde en substantielt forbedret ydelse i forhold til Mk.IX. Selv om flyet til at begynde med var baseret på Mk.VIII flystellet, fik det senere generelle forbedringer som den nedskårne bagkrop og boble-hooden, og vinger af E-typen med den forbedrede bevæbning.
Mk.XIV adskilte sig fra Mk.XII ved at den længere Griffon 65 med to-trins kompressor og 1.528 kW (2,050 hk) stak 25,4 cm (10 inches) længere frem. Topsektionen af motorskottet var vinklet fremad, hvilket gav et distinkt nyt udseende af den bageste topdel af motorafskærmningen. Der blev benyttet en ny fembladet Rotol propel med en diameter på 3,18 m (10 ft 5 in), og en enkelt prototype JF321 blev udrustet med en seks-bladet kontra-roterende propelenhed. Ejektor-udstødningsrørenes "fiskehale" design blev ændret til rør med cirkulært tværsnit. Griffons større behov for køling betød at alle radiatorerne var en del større, og radiatorhusene under vingerne var dybere end på tidligere versioner.
Låseclipsne til motorafskærmningen var nu af en "Amal" type og var glatte med overfladen, og der var flere af dem. Olietanken, som på Merlin havde siddet under næsen umiddelbart bag propellen, blev flyttet bagud til umiddelbart foran brændstoftanken, og voksede fra 27 til 45 liter (6 til 10 gal).
For at hjælpe med at udbalancere den nye motor, blev radioudstyret flyttet længere bagud i skroget. Adgangslemmen blev flyttet fra bagbords side til styrbords. Forbedret VHF radioudstyr tillod at antennemasten blev fjernet, og erstattet med en piskeantenne længere bagude på toppen af skroget. For at kompensere for den længere næse og den forøgede slipstrøm fra den fembladede propel, fik flyet en større og bredere halefinne, og et sideror med et større areal.
Den første gruppe fly der fløj med en Griffon 60-serie motor var seks ombyggede Mk.VIII JF316 til JF321 som blev omdøbt til Mk.VIIIG. Den første af disse blev fløjet af Jeffrey Quill den 20. januar 1943:
 Ændringerne på flyet var begrænset til dem der var essentielle for at bære den nye motor ... Jeg fandt at det havde en spektakulær ydelsemed en hastighed på 716 km/t (445 mph) i 7.620 m (25.000 ft), med en stigehastighed fra nulhøjde på over 25,4 m/sek (5.000 ft/min). Jeg husker at jeg var begejstret for flyet; Det så ud for mig som om at denne relativt simple ombygning, udført med et minimum af bøvl og besvær, var endt med noget enestående ... Mk.VIIIG, som havde de samme vertikale og horisontale haleflader som en Merlin Mk.VIII, havde alt for mange kræfter og håndteringen i luften var uacceptabel for en operationel type ... Jeg blev hurtigt klar over at det var nødvendigt med et andet gashåndtag med en meget større vandring ... Den næste essentielle ændring ... var en forbedring af retningsstabilliteten og -kontrollen, og der blev tegnet en ny halefinne med en betydelig arealforøgelse (0,69 m² / 7,42 sq.ft) og et større sideror, og dette blev monteret på det andet fly JF317. Dette, selv om det ikke var ideelt, gav en betydelig forbedring af retningskarakteristikkerne og vi kunne derefter indføre småforbedringer. Med små ændringer af trimflapperne opnåede vi en acceptabel retningsstabilitet og -kontrol. Den forstørrede halefinne på JF317 havde en lige forkant, men på produktionsflyene blev der indført en mere elegant kurvet linie.

 — Quill
En prototype, JF321, fik og blev testet med en Rotol seks-bladet kontra-roterende propelenhed; Selv om den så ud til at kunne fjerne det karakteristiske drej ved take-off (forårsaget af propellens slipstrøm) var enheden tilbøjelig til at fejle. Stignings-kontrolmekanismen styrede stigningen på den forreste propel...
 ... og dette blev overført til den bageste propel (som roterede i den modsatte retning) gennem et transmissionsleje. Hvis dette fejlede var stigningen på den bageste propel ikke længere under kontrol og kunne gøre hvadsomhelst, hvilket var potentielt farligt.

 — Quill
En lignende kontra-roterende propelenhed blev senere benyttet i produktionen af Seafire 46 og 47.
Da den nye jager trådte i tjeneste ved 610 Squadron i december 1943 var det et spring fremad i Spitfirens evolution. Jeffrey Quill fløj det første producerede fly, RB140 i oktober 1943:
 Så var Mk.XIV på arbejde, og det var en særdeles god jager. Den retfærdiggjorde fuldt ud tilliden fra dem der siden de tidlige dage i 1939 var overbevist om at Griffon motoren til sidst ville give Spitfire en levetidsforlængelse ... Det var et fremragende fly i enhver henseende. Vi havde stadig noget arbejde at udføre for at forbedre flyets længde- og retningsstabillitet, men det var kraftfuldt og fungerede fremragende. Det eneste punkt hvor Mk.XIV ikke leverede, var rækkevidden.

 — Quill
Mk.XIV kunne stige til 6.100 m (20.000 ft) på kun en anelse over fem minutter og dens topfart, som blev opnået i en højde af 7.700 m (25.400 ft), var på 718 km/t (446 mph).
I operationel tjeneste fandt mange piloter til at begynde med at den nye jager kunne være svær at håndtere, i særdeleshed hvis de var vant til tidligere Spitfire marks. Don Healy fra 17 Squadron, baseret på Madura huskede om Mk.XIV;
...den var et hårrejsende bæst at flyve, og der skulle en del tilvænning til. Ud fra flyveegenskaberne foretrak jeg personligt de gamle Mk.V ... Selv med fulde balanceklapper, højde- og sideror, ville dette monster af en jager lette en smule sidelæns.
På trods af vanskelighederne satte piloterne pris på de forbedrede præstationer. Wing Commander Peter Brothers, O/C ved Culmhead Wing i 1944–1945 og veteran fra Slaget om England;
Det var i sandhed en imponerende maskine, i stand til at stige næsten lodret – det gav mange Luftwaffe piloter deres livs forskrækkelse når, lige som de troede de havde lavet et glimrende bagholdsangreb fra stor højde, til deres overraskelse fandt at deres 'offer' var på vej lige op i ansigtet på dem, stigende for fuld gas!
F. Mk.XIV havde i alt 498 liter (109,5 imp.gal) brændstof fordelt på 382 liter (84 imp.gal) i de to hovedtanke og 57 liter (12,5 imp.gal) i hver tank i vingeforkanten; derudover kunne flyet bære 136, 205, 227 eller 409 liter (30, 45, 50 eller 90 gal) i droptanke. Jagerens maksimale rækkevidde var kun en smule over 740 km (460 mi) på internt brændstof, eftersom den nye Griffon motor brugte langt mere brændstof pr. time end den oprindelige Merlin motor fra de tidligere varianter. Fra sidst i 1944, fik Mk.XIV en ekstra 150 l (33 gal) tank i bagkroppen, hvilket forøgede rækkevidden til cirka 1.370 km (850 mi) på internt brændstof og en 409 l (90 gal) droptank. Mk.XIV med boblehood havde en tank på 291 l (64 gal). Resultatet var at F. og F.R. Mk.XIVe fik en rækkevidde der var forøget til over 980 km (610 mi), eller 1.540 km (960 mi) med en 409 l (90 gal) droptank.
Den første test af flyet var at opfange 'V1' flyvende bomber, og Mk.XIV var den mest succesfulde af alle Spitfires i denne rolle. Da der blev introduceret 150 oktan brændstof midt i 1944, kunne Griffon motorens kompressor "boost" forøges til 1,2 kPa (+25 lbs eller 80,7"), hvilket forøgede tophastigheden med ca. 48 km/t (30 mph) til 640 km/t (400 mph) i en højde af 610 m (2.000 ft).
Mk.XIV var i tjeneste ved 2nd Tactical Air Force som den primære højtgående luftovermagts (Eng. "air superiority") jager i Nordeuropa, med seks operationelle eskadriller i december 1944.
Et problem der dukkede op under flyets tjeneste var rynker i forhudningen på vingerne og skroget omkring lastbærende punkter; selv om Supermarine kunne berette at flyene ikke var blevet alvorligt svækket, og heller ikke var i fare for at bryde sammen, udstedte RAF tidligt i 1945 en instruks om at alle F. og F.R. Mk.XIV skulle efterudrustes med klippede vinger.
Spitfire Mk.XIV begyndte at ankomme til Sydøstasien i juni 1945, for sent til at gå i tjeneste mod japanerne.
Det var denne type hvoraf der efter sigende skulle have været begravet et antal ved en flyveplads i Burma efter krigen.

### F.R. Mk.XIV
Sent i 1944 konverterede Forward Repair Unit (FRU) et antal Mk.XIVe med 'normal' bagkrop og fuld spændvidde ved at montere et enkelt kamera, pegende enten mod styrbord eller bagbord; en ombygning magen til den på de FRU-ombyggede F.R. Mk.IXc. For at opnå dette blev der installeret en ny lem, magen til adgangslemmen over radioanlægget men i den modsatte side. Begge lemmene fik et vindue til et kamera i en strømlinet indkapsling. Derudover var denne version af F.R. Mk.XIVe stort set identisk med et standard fly. Disse fly, ombygget 'i felten', blev udleveret til 430 squadron RCAF. Senere fly, fremstillet til formålet, fik også betegnelsen F.R. Mk.XIVe, fik den nedskårne bagkrop og den bobleformede hood, fik et bagbords og/eller styrbords kameravindue (uden den klodsede indkapsling), og en ekstra brændstoftank på 155 l (34 imp.gal) i bagkroppen. De ekstra tank gav denne Spitfire en rækkevidde på ca. 980 km (610 mi) på internt brændstof. Eftersom disse fly hovedsageligt blev benyttet i lav højde fik alle "samlebånds" F.R. Mk.XIVe klippede vingetipper.
I alt blev der bygget 957 stk Mk.XIV, og over 430 af dem var F.R. Mk.XIV. Efter krigen blev et antal brugte Mk.XIV eksporteret til forskellige fremmede luftvåben; 132 stk. gik til Det Belgiske Luftvåben, 70 stk. til Indiens Luftvåben og 30 stk. af F.R. varianten blev sendt til Det Kongelige Thailandske Luftvåben.

### Mk.XV og Mk.XVII
Mark-numrene XV og XVII (15 og 17) blev reserveret til den maritime version, Supermarine Seafire, i et forsøg på at få Spitfirens nummersystem til at passe med det fra Seafire.

### Mk.XVIII (Mk.18) (type 394)
- Wikimedia Commons har flere filer relateret til Supermarine Spitfire: Typer med Griffon motor

Mk.18 var en mere raffineret udgave af Mk.XIV. I de fleste forhold var flyene identiske, inklusive motoren (Griffon 65) og forbedringerne i cockpittet, men Mk.18 kunne medbringe mere brændstof og havde en revideret og stærkere vingestruktur. Flyenes håndtering var også stort set identisk, så Mk.18 blev ikke sendt igennem tests for at fastslå egenskaberne. Lige som Mk.XIV blev der bygget en en jager (F.) og en jager/rekognoscerings (F.R.) variant.
Mk.18 kom for sent til krigen. Flyet blev fremstillet indtil først i 1946, men det var ikke før januar 1947 at en RAF eskadrille, 60 Squadron som var stationeret på RAF Seletar i Singapore, blev udrustet med typen. Senere ville Mk.18 også træde i tjeneste ved andre eskadriller i Fjern- og Mellemøsten. Omkring 300 stk. F. Mk.18 og F.R. Mk.18 blev bygget, før produktionen blev indstillet. Mk18 kom kun i ringe omfang i kamp, bortset fra missioner mod guerillaer under urolighederne i Malaya 1948 - 1960. Indiens Luftvåben indkøbte 20 stk. brugte RAF Mk.18 i 1947.

### Mk.XIX (Mk.19) (typerne 389 og 390)
- Wikimedia Commons har flere filer relateret til Supermarine Spitfire: Typer med Griffon motor

Mk.XIX var den sidste og mest succesfulde fotorekognoscerings variant af Spitfire. Den kombinerede mange af egenskaberne fra Mk.XI med Griffon-motoren fra Mk.XIV. Efter at de første 25 stk. type 389 var blevet fremstillet, fik senere fly trykkabinen fra Mk.X og brændstofkapaciteten blev forøget til 1.164 Liter (256 imp.gal), tre en halv gange så meget som den originale Spitfire kunne bære. Denne version var type 390.
Den første Mk.XIX trådte i tjeneste i maj 1944, og ved krigens slutning havde den stort set afløst den tidligere Mk.XI. I alt 225 stk. blev bygget før produktionen blev indstillet tidligt i 1946, men de var i aktiv tjeneste ved RAF indtil april 1954.
I 1951 blev øen Hainan (Folkerepublikken Kina) gjort til mål for RAF overflyvninger efter ønske fra US Naval Intelligence (USA's Flådeefterretningstjeneste), og benyttede til dette et antal Spitfire P.R. Mk.19 baseret på Kai Tak Airport i Hong Kong. Den sidste operationelle flyvning udført af en Mk.19 var i 1963, hvor flyet indgik i kampøvelser imod en English Electric Lightning for at finde ud af hvordan en Lightning bedst kunne engagere et fly med stempelmotor. Denne information var nødvendig for det tilfælde at RAF Lightnings kom i kamp mod P-51 Mustang under den daværende konflikt i Indonesien.

### Mk.XX (type 366)
Navnet Mk.XX blev givet til den oprindelige Mk.IV prototype med Griffon motor DP845 for at undgå forvirring med den omdøbte Spitfire P.R. Mk.IV.
Den anden Mk.XX, DP851 havde oprindeligt en Griffon II motor, og fløj første gang i august 1942. I december blev den opgraderet med en Griffon 61 og om-designeret til at være den indledende Mk.21 prototype.

### Mk.21 (type 356 )
- Wikimedia Commons har flere filer relateret til Supermarine Spitfire: Typer med Griffon motor

Fra tidligt i 1942 stod det klart at Spitfires med den nye to-trins trykladede Griffon 61 motor ville få brug for et meget forstærket flystel. Det foreslåede nye design fik navnet Mk.21, og havde til at begynde med så dårlige flyveegenskaber at det skadede Spitfires gode navn og rygte. Vingerne blev omdesignet med en ny struktur og en letmetals forhudning af tykkere materiale. Den nye vinge var 47 procent stivere overfor vridning, hvilket teoretisk forøgede hastigheden hvor krængerorene ville reversere til 1.328 km/t (825 mph). Krængerorene var 5% større, og den balancerede "Frise" type blev opgivet. I stedet for blev de nye ror i fuld længde fastgjort med et pianohængsel. Krængerorene blev 20 cm (otte tommer) længere, og med den mere lige bagkant havde vingerne ikke længere den samme elipseform som de tidligere Spitfires. Bevæbningen af Mk.21 blev som standard fire 20mm Hispano II kanoner med 150 skud hver, og ingen maskingeværer.
Griffon motoren trak en fembladet propel med en diameter på 3,4 m (11 ft), cirka 18 cm (7 in) større end på Mk.XIV. For at få tilstrækkelig frihøjde til jorden, blev understellets ben forlænget med 11 cm (4,5 in). Understelbenene fik også en 7,75 in (19,7 cm) større sporvidde for at forbedre egenskaberne ved kørsel på jorden. Designerene havde benyttet et system af vægtstænger for at forkorte understelbenene med cirka 20 cm (8 in) når de blev trukket op, for at have plads til benene i understelsbrønden. Vægtstængerne ville så folde benene ud igen, når de blev foldet ned. De større fire-egers hjul blev forstærket for at kunne tage mere vægt; efter krigen blev disse erstattet med bredere tre-egers hjul så denne Spitfire kunne operere fra de hårde beton eller asfalt landingsbaner. Når hjulene var trukket op var de fuldstændigt dækket af trekantede døre, der var hængslet til yderkanten af hjulbrøndene.
De først producerede Mk.21 brugte samme flystel som Mk.XIV. Den første 'ægte' Mk.21 prototype, PP139 fløj første gang i juli 1943, og det første fly fra samlebåndet LA187 fløj første gang 15. marts 1944. Modifikationerne der var udført på Mk.XIV gjorde Mk.21 meget følsom for trimændringer. LA201's dårlige flyveegenskaber under afprøvninger sidst i 1944 og tidligt i 1945, førte til en sønderlemmende rapport fra Air Fighting Development Unit :
 ...det må fremhæves at selvom Spitfire 21 ikke er et farligt fly at flyve, så skal piloterne advares om ... i sin nuværende stand er det usandsynligt at den vil kunne fungere tilfredsstillende som jager. Der bør ikke gøres yderligere forsøg på at videreføre Spitfire-familien.

Supermarine var alvorligt bekymrede fordi Castle Bromwich var blevet omstillet til at producere Mk.21, og nye fly rullede af samlebåndet dagligt. Jeffrey Quill kommenterede:
 AFDU havde fuldstændig ret i at kritisere egenskaberne ved Mark 21 ... Der hvor det gik helt galt for dem var da de anbefalede at al yderligere udvikling af Spitfire skulle indstilles. De var overhovedet ikke kvalificeret til at fælde en sådan dom, og de senere begivenheder ville da også bevise hvor komplet de tog fejl.

Efter en serie intensive testflyvninger, blev de alvorligste problemer løst ved at ændre gearingen til trimflapperne og andre subtile ændringer i kontrolsystemerne. Effekten var så stor at Mk.21 blev clearet til instrumentflyvning og flyvning i lav højde efter forsøg i marts 1945. En AFDU rapport om LA215 udstedt i denne måned bemærkede at Spitfire 21 nu var betydeligt nemmere at flyve,
 Generel Håndtering Modifikationerne der er udført på dette fly har resulteret i en forbedring af den generelle håndterings karakteristikker i alle flyvehøjder ... 
Konklusioner De kritiske karakteristikker re. flyets trimning som blev rapporteret i produktionseksemplaret af Spitfire 21 er i det store og hele blevet elimineret af de udførte modifikationer. Flyets håndteringsmæssige kvaliteter har vundet i tilsvarende grad, og det bliver nu anset for egnet til både instrumentflyvning og flyvning i lav højde. De udførte ændringer på Spitfire 21 anses for tilstrækkelige til at flyet på tilfredsstillende vis vil være et egnet kampfly for en gennemsnitlig pilot.
Spitfire Mk.21 blev operational ved 91 Squadron i januar 1945. Eskadrillen havde kun ringe mulighed for at engagere Luftwaffe før krigsafslutningen, men scorede dog en sjælden succes den 26. april 1945 hvor to Mk.21 beskød og hævdede at have sænket en tysk miniubåd som de overraskede uddykket på overfladen. Med afslutningen af krigen blev de fleste ordrer på Mk.21 annulleret, og kun 120 stk. blev færdigbygget. I 1946 blev der leveret fyrre Mk.21 til Shoeburyness; ved ankomsten blev vingernes forkanter afmonteret og ødelagt i en serie forsøg. Nogle af disse fly havde mindre end fem timers flyvetid.

### Mk.22 (type 356)
- Wikimedia Commons har flere filer relateret til Supermarine Spitfire: Typer med Griffon motor

Mk.22 var identisk med Mk.21 i alle henseender, bortset fra at den havde fået en nedskåret bagkrop, en boble-hood og det langt kraftigere 24 volt elektriske system i stedet for det 12 volt system der blev benyttet i alle tidligere Spitfires. De fleste Mk.22 blev bygget med forstørrede haleflader af samme type som dem der senere ville blive benyttet på Supermarine Spiteful. Der blev i alt bygget 287 stk. Mk.22: 260 stk i Castle Bromwich og 27 af Supermarine i South Marston.
Mk.22 var kun i tjeneste ved en enkelt regulær RAF enhed, 73 Squadron som var baseret på Malta. Derimod benyttede 12 eskadriller fra Royal Auxiliary Air Force dette fly, og fortsatte med det indtil marts 1951. Mk.22 blev også benyttet på "Flying refresher" (efteruddannelse og periodisk træning af udannede piloter) flyveskoler. I maj 1955 blev de tilbageblevne F. Mk.22 erklæret for forældede til al tjeneste ved RAF, og mange af dem blev solgt tilbage til Vickers-Armstrong, renoveret og solgt videre til luftvåbnene i Sydrhodesia, Egypten og Syrien.

### Mk.23 (type 372)
Mk.23 var en Mk.22 med et ændret vingedesign, med en ændring i indfaldsvinklen der løftede vingens forkant 51 mm (2 in). Man håbede at denne ændring ville forbedre pilotens udsyn over flyets næse under flyvning, og forbedre flyets egenskaber ved høj hastighed og under dyk. Den modificerede og håndbyggede vinge blev først monteret på en Mk.VIII JG204 som undergik tests fra juli 1944. Resultatet af forsøgene var skuffende, og efter diskussioner med Supermarine blev det besluttet at fremstille en ny prototype ved at ombygge Mk.21 prototypen PP139: i denne form blev prototypen designeret F. Mk.23, og fik det nye navn Supermarine Valiant. Med den nye vinge fik flyet desværre flyveegenskaber der var en del mindre end optimale, og Mk.23 blev aldrig bygget ud fra Mk.22 flystellet som det oprindeligt var planlagt.

### Mk.24 (type 356)
- Wikimedia Commons har flere filer relateret til Supermarine Spitfire: Typer med Griffon motor

Mk.24, den sidste variant af Spitfire, var magen til Mk.22 bortset fra at den havde en forøget brændstofkapacitet i forhold til forgængerne, med to tanke på hver 150 L (33 Imp.gal) installeret i bagkroppen. Der var også fastmonterede hardpoints til raketter under vingerne. Alle flyene havde den forstørrede "Spiteful" haleenhed; der var lavet modifikationer af gearingen til trimflapperne for at perfektionere flyets håndtering. Den maksimale hastighed som F. Mk.24 kunne opnå var 731 km/t (454 mph) og den kunne stige til en højde af 9.100 m (30.000 ft) på otte minutter, hvilket bragte flyet på niveau med datidens mest avancerede jagere med stempelmotor.
Selv om den var designet som et jager-interceptor fly, beviste Spitfire sin alsidighed i andre roller. Som en jager havde F. Mk.24 en bevæbning af 4 stk. kortløbede Hispano Mk.5 maskinkanoner – operationelle erfaringer havde vist at gennemslagskraften fra disse store våben var nødvendig for at gennembryde den forstærkede pansring som de fjendtlige fly havde fået i løbet af krigen. Flyet blev også benyttet som jagerbomber, med 1 stk. 230 kg (500 lb) bombe under kroppen og 2 stk. 110 kg (250 lb) bomber, en under hver vinge, og med styreskinner til raketter monteret som standard. Sent producerede fly blev bygget med den lettere, og elektrisk affyrede, Hispano Mark V maskinkanon.
I alt 81 stk. Mk.24 blev færdigbygget, 27 af disse var ombyggede Mk.22. Den sidste Mk.24 der blev bygget blev leveret i februar 1948 og var i tjeneste indtil 1952 ved 80 Squadron. Nogle af eskadrillens fly blev overført til Hong Kong Auxiliary Air Force hvor de var i tjeneste indtil 1955.
Da den trådte i tjeneste sent i 1945 var F. Mk.24 et meget anderledes fly end den originale Spitfire Mk.I. Den var dobbelt så tung, havde mere end det dobbelte antal hestekræfter og kunne stige 80% hurtigere end prototypen, 'K5054'. Denne bemærkelsesværdige forbedring af ydelsen stammede hovedsageligt fra introduktionen af Rolls-Royce Griffon motoren som erstatning for den berømte Merlin fra de tidligere varianter. Med en nominel effekt på 1.530 kW (2.050 hk), var Griffon 61 en 12-cylindret, væskekølet V-motor med to-trins kompressor, og gav Spitfire den fremragende ydelse i store flyvehøjder som de tidligere modeller i nogen tilfælde havde savnet.

## Producerede fly
Efter at Luftwaffe havde ødelagt Supermarines fabrikker i Itchen og Woolston i september 1940, blev alle Spitfires bygget i et antal "skyggefabrikker"; ved slutningen af krigen var der ti større fabrikker, og adskillige mindre værksteder som byggede mange af komponenterne. Den primære Castle Bromwich fabrik fik også hjælp fra nogen af de mindre skyggefabrikker.
Produktionstallene er taget fra Air International 1985, side 187. Informationen om hvornår det først producerede fly kom frem er fra listen over serienumre fra Morgan and Shacklady 2000. Fordi de første Mk.XIV var ombygninger af eksisterende Mk.VIII flystel er de første 'ægte' serienumre medtaget. Den langtrukne udvikling af Mk.21 betød at denne type ikke trådte i operationel tjeneste før januar 1945.
| Mark                   | Bygget af                    | Antal bygget      | Noter                                |
| ---------------------- | ---------------------------- | ----------------- | ------------------------------------ |
| F. Mk.XII              | Supermarine                  | 100               | Første Mk.XII 13. oktober 1942       |
| F. Mk.XIV, F.R. Mk.XIV | Supermarine                  | 957               | Første Mk.XIV RB142 28. oktober 1943 |
| F. Mk.XVIII            | Supermarine                  | 300               | Første Mk.XVIII juni 1945            |
| P.R. Mk.XIX            | Supermarine                  | 224               | Første Mk.XIX RM626 maj 1944         |
| F. Mk.21               | Castle Bromwich              | 120               | Første Mk.21 LA187 27. januar 1944   |
| F. Mk.22               | Supermarine, Castle Bromwich | (27) + (260); 287 | Første Mk.22 marts 1945              |
| F. Mk.24               | Supermarine                  | 54                | Første Mk.24 marts 1946              |

## Specifikationer (Spitfire Mk.XIV)
[kilde mangler]
| Reference = reference mangler |                        |                                                                      |
| Besætning:                    | 1                      |                                                                      |
| Længde:                       | 9,96 m                 | 32 ft 8 in                                                           |
| Spændvidde:                   | 11,2 m                 | 36 ft 10 in med elliptiske tipper                                    |
| Højde:                        | 3,05 m                 | 10 ft                                                                |
| Vingeprofil:                  | NACA 2213 (rod)        | NACA 2209.4 (tip)                                                    |
| Vingeareal:                   | 22,49 m²               | 242,1 sq.ft.                                                         |
| Vingebelastning:              | 159,8 kg/m2            | 32,72 lb/sqft                                                        |
| Tomvægt:                      | 2.984 kg               | 6.578 lb.                                                            |
| Bruttovægt:                   | 3.594 kg               | 7.923 lb.                                                            |
| Max. takeoff vægt:            | 3.810 kg               | 8.400 lb.                                                            |
| Motor:                        | 1 stk.                 | Rolls-Royce Griffon 65                                               |
| Type:                         | V12 stempelmotor med   | to-trins kompressor                                                  |
| Effekt:                       | 1.530 kW               | 2.050 hk @ 2.438 m (8.000 ft)                                        |
| Effekt/masseforhold:          | 0,24                   |                                                                      |
| Propel:                       | Jablo-Rotol            | 5-bladet                                                             |
| Max.hastighed (1):            | 718 km/t (388 kn.)     | 446 mph med kompressoren i FS gear og 8.990 m (29.500 ft) flyvehøjde |
| Max.hastighed (2):            | 629 km/t (340 kn.)     | 391 mph med kompressoren i MS gear og 1.675 m (5.500 ft) flyvehøjde  |
| Max. stigehastighed (1):      | 18 m/sek               | 3.550 ft/min med kompressoren i FS gear og (22.100 ft) flyvehøjde    |
| Max. stigehastighed (2):      | 25,6 m/sek             | 5.040 ft/min med kompressoren i MS gear og (2.100 ft) flyvehøjde     |
| Kamprækkevidde:               | 740 km (400 nmi)       | 460 miles                                                            |
| Forlægningsrækkevidde:        | 1.760 km (950 nmi)     | 1094 miles                                                           |
| Max. flyvehøjde:              | 13.260 m               | 43.500 ft                                                            |
| Tid til flyvehøjde:           | 7 minutter til 6.705 m | 22.000 ft ved max vægt.                                              |

Bevæbning:
- 2 × 20 mm (0,787 in) Hispano Mk.II maskinkanon, 120 skud pr. kanon.
- 4 × 7,7 mm (0.303 in) Browning maskingeværer, 350 skud pr. gevær. Erstattet med 2 x 12,7 mm (.50 in) M2 Browning maskingeværer, 250 skud pr. gevær i Mk.XIVe og F.R. Mk.XIV.

### Citater
1. ↑  McKinstry 2007, pp. 257–258.
2. 1 2 3 4 5 6  Barbic 1996, pp. 165–167.
3. ↑  Laird and Matusiak 2009, pp. 39–42.
4. ↑  Air Ministry 1943, pp. 16, 27–29, para 64.
5. ↑  Laird & Matusiak 2009, pp. 54–55.
6. ↑  Shores and Thomas 2008, pp. 586, 607.
7. ↑  Price 2002, p. 155.
8. 1 2  Quill 1983, p. 272.
9. ↑  Andrews and Morgan 1987, pp. 227–228.
10. ↑  Morgan and Shacklady 2000, pp. 464–475.
11. ↑  Morgan and Shacklady 2000, p. 593.
12. ↑  Buttler 2004, p. 11.
13. ↑  Cooke October 1978, pp. 490–492.
14. ↑  Price 2002, pp. 187, 189.
15. ↑  Quill 1983, pp. 213–214.
16. ↑  Scale Models 1978
17. ↑  Price 1999, pp. 186–192.
18. ↑  Quill 1983, pp. 217–218.
19. 1 2  Thomas 2008
20. ↑  Listemann 2007, p. 36.
21. ↑  Cooke October 1978, pp.489, 491–492.
22. ↑  Price 2002, pp. 204–216.
23. ↑  Disse tal passede kun ved de første prototyper, eftersom serieproducerede fly fik en Griffon 65 med en anden gearing af kompressoren.
24. ↑  Quill 1983, pp. 222–223.
25. ↑  Quill 1983, p. 224.
26. ↑  Quill 1983, p. 226.
27. ↑  Price 1999, p. 217.
28. ↑  Tallene er for JF 319, en af de oprindelige seks Mk.XIV ombygget fra Mk.VIII, testet på Boscombe Down. Nyproducerede Mk.XIV havde en let ændret gearing på kompressoren.
29. ↑  McKinstry 2007, p. 355.
30. ↑  McKinstry 2007, p. 357.
31. 1 2  Morgan and Shacklady 2000, p. 420.
32. ↑  Price 2002, p. 205.
33. ↑  Shores and Thomas 2005, p. 297.
34. ↑  Morgan and Shacklady 2000, pp. 411–412.
35. ↑  Price 1999, pp. 205–206.
36. ↑  Aviaeology decals AOD72009.
37. ↑  Caygill 2004, p. 92.
38. ↑  Price 1999, p. 211.
39. ↑  Price 2002, p. 217.
40. ↑  Peebles 2001, pp. 16–18.
41. ↑  Price 1999, p. 216.
42. 1 2  Price 2002, p. 225.
43. 1 2  Price 2002, p.227.
44. ↑  Price 2002, p. 248.
45. ↑  Price 2002, p. 229.
46. ↑  Hancock 2008, p. 93.
47. ↑  Price 2002, pp. 231, 232.
48. 1 2  Ovčáčik and Susa 2006, p. 2.
49. ↑  "Spitfire F.22." Air-Britain Aeromiltaria, Issue 2, 1991, pp. 39–46.
50. ↑  Morgan and Shacklady 2000, pp. 487–488.
51. ↑  Morgan and Shacklady 2000, pp. 611–614.
52. ↑  Air International 1985, side 187.
53. ↑  Morgan and Shacklady 2000
54. ↑  http://www.spitfireperformance.com/JF319_Report_P3792.pdf
55. 1 2 3 4  "Spitfire Mk XIV Performance Testing". www.spitfireperformance.com. Hentet 22. juni 2017.
56. ↑  http://www.spitfireperformance.com/spitfire-XIV-ads.jpg

### Videografi
- Spitfire: Frontline Fighter (IWM DVD)
- Spitfire-the pilot's view (DVD)

## Eksterne links
- The Spitfire Site Arkiveret 17. august 2020 hos  Wayback Machine
- Alan Le Marinel hosts Supermarine Spitfire Arkiveret 4. marts 2008 hos  Wayback Machine
- Spitfire Performance Testing Arkiveret 26. november 2013 hos  Wayback Machine
- Spitfire, Warbird Alley – Information about Spitfires still flying today]
- K5054 – Supermarine Type 300 prototype Spitfire & production aircraft history
- National Heritage Warbird Foundation